# Yorozu Tetsugorō

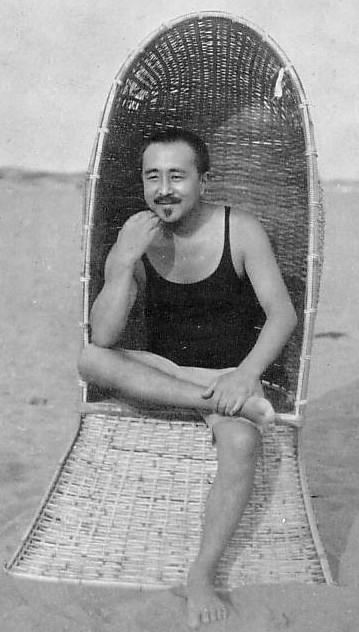
Yorozu Tetsugorō

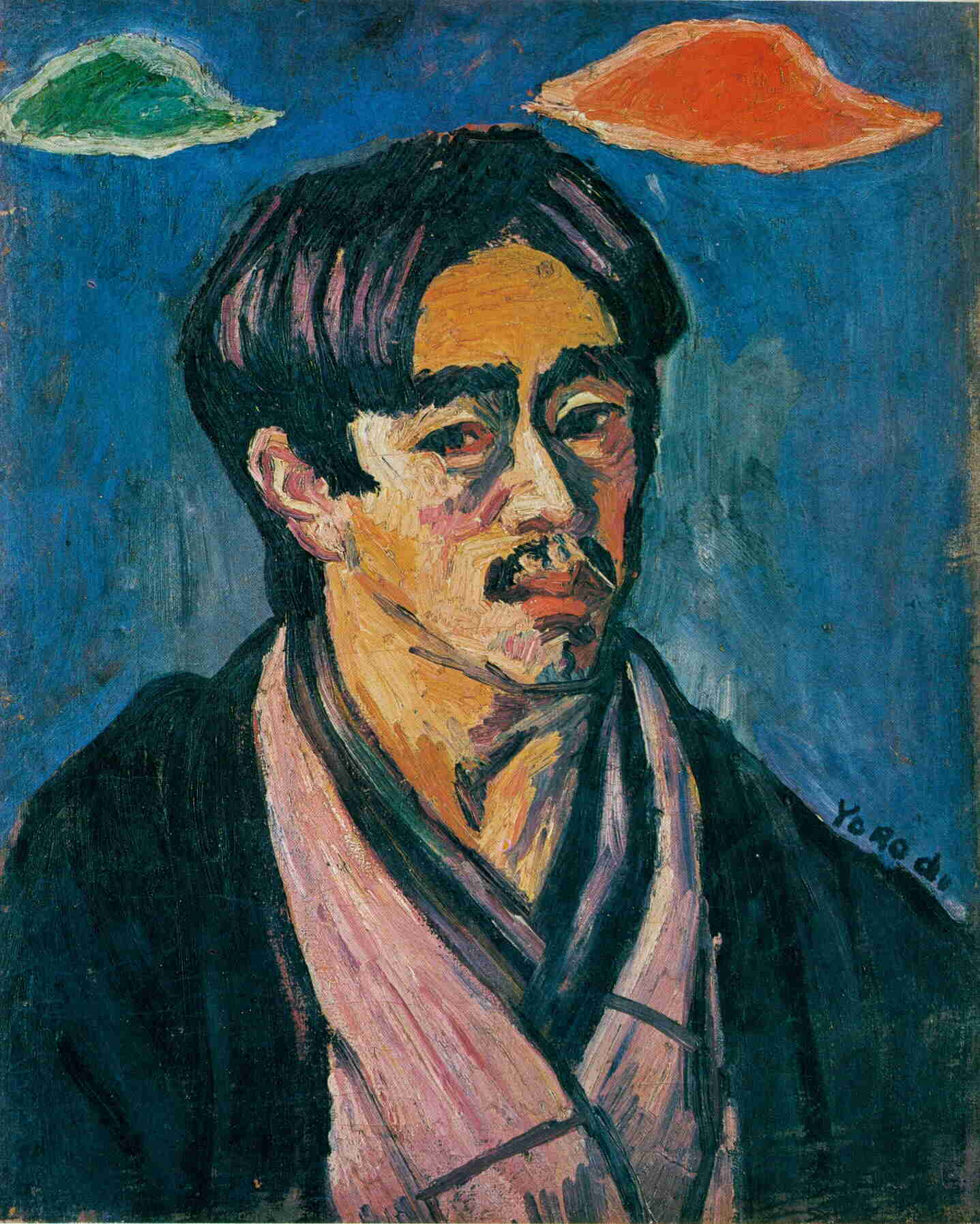
Selbstbildnis mit Wolken (1912)

Yorozu Tetsugorō (japanisch 萬 鉄五郎; geb. 17. Februar 1885 in der Präfektur Iwate; gest. 1. Mai 1927) war ein japanischer Maler im Yōga-Stil.

## Leben
Yorozu Tetsugorō wurde in Tsuchizawa (Tōwa-machi) in der Präfektur Iwate geboren. Seine Eltern betrieben ein Geschäft für Landwirtschafts- und Meeresprodukte. 1903 ging er mit seinem Bruder nach Tokio und besuchte die Waseda-Schule (heute: Waseda-Universität) und ab 1905 auch die Malschule der Hakuba-kai (白馬会) am Kikuzaka in Hongō, wo er Zeichnen unter Nagahara Kōtarō lernte. 1906, nach Schulabschluss, fuhr er nach Amerika, kehrte aber nach einem halben Jahr Anfang 1907 zurück. Ab 1907 besuchte er die Abteilung für Westliche Malerei der „Tokioter Kunstakademie“ (東京美術学校, Tōkyō Bijutsu Gakkō), der Vorläufereinrichtung der heutigen Tōkyō Geijutsu Daigaku. Dort beschäftigte er sich mit dem Postimpressionismus und dem Fauvismus und gründete mit einigen Freunden die Abusanto-kai (アブサント会), wörtlich die „Absinth-Gesellschaft“. Er schloss die Ausbildung 1912 mit der Einreichung des Bildes „Nackte Schöne“ (裸体美人, Ratai bijin), einer sehr expressionistischen Arbeit, ab.
Im selben Jahr gründete er, zusammen mit Takamura Kōtarō, Saitō Yori, Kishida Ryūsei und anderen, die „フュウザン会“ (Fyūzan-kai: Fuzain-Gesellschaft), in der er führend mitwirkte. 1914, nach einer kurzen Militärdienstzeit, kehrte er in seine Heimat zurück, wo er sich in Arbeit vergrub. Es war die Zeit, in der er vom Fauvismus zum Kubismus wechselte. 1917 ging er zurück nach Tokio, wo er in der 4. Ausstellung der Künstlergruppe Nika-kai (二科会) mit seinem Bild „持たれて立つ人“ (Motarete tatsu hito: Sich anlehnende Person)  Aufmerksamkeit erregte. Dieses Bild ist eine Landmarke der Verarbeitung des Kubismus in Japan.
1919 zog  Yorozu, erkrankt, nach Chigasaki in der Präfektur Kanagawa. Dort begann er sich für traditionelle Malerei zu interessieren, insbesondere für die Maler des Nanga-Stils, wie Uragami Gyokudō, Ike no Taiga und Tani Bunchō. Diese studierte er sehr ausführlich, begann sogar in deren Stil zu malen und zeigte die Ergebnisse auf einer Ausstellung.
Yorozu war von Beginn 1922 an Gastmitglied der Künstlergemeinschaft Shun’yō-kai (春陽会) und produzierte weiterhin Bilder mit Anklängen an den Nanga-Stil. In seinem Spätwerk erreicht er etwas, was man als eine Art fernöstlichen Expressionismus bezeichnen kann. Anfang 1927 brach die Tuberkulose voll aus, Yorozu starb schon nach wenigen Monaten.
Weitere bedeutende Werke sind „日傘の裸婦“ (Higasa no rafu: Akt unterm Sonnenschirm; 1913), „木間風景“ (Ko no ma fūkei: Landschaft zwischen Bäumen; 1918), „夏の朝“ (Natsu no asa: Sommermorgen; 1924) und „水着姿“ (Mizugi sugata: Gestalt im Badeanzug; 1926). Er stellte auch einige Holzschnitte her.

## Stil
Yorozu gehörte zu den ersten japanischen Malern, die Einflüsse des Postimpressionismus aufnahmen. Später kamen Einflüsse des Fauvismus und des Expressionismus dazu, während er seinen unverwechselbaren Stil entwickelte.

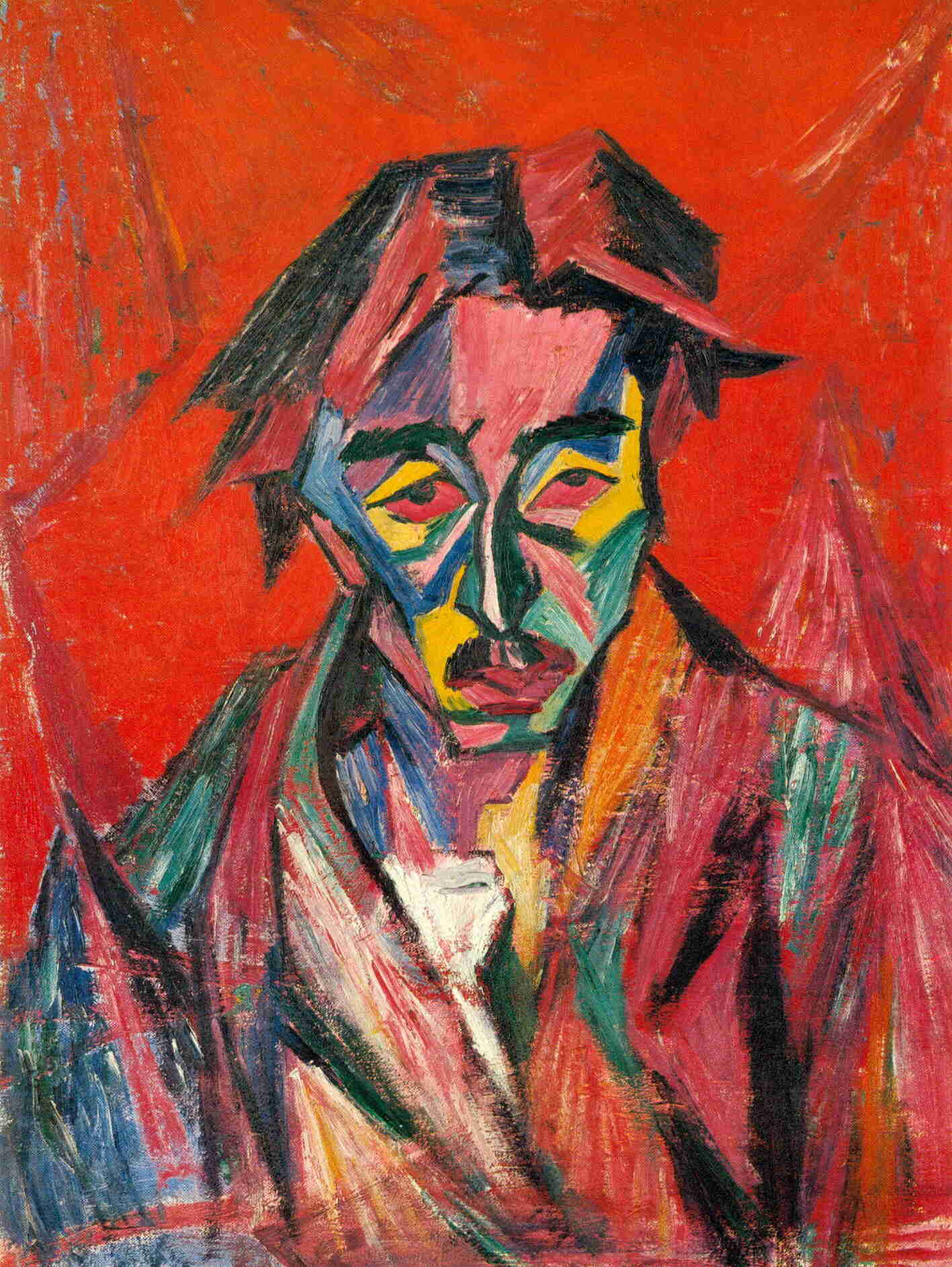
Selbst (1912)
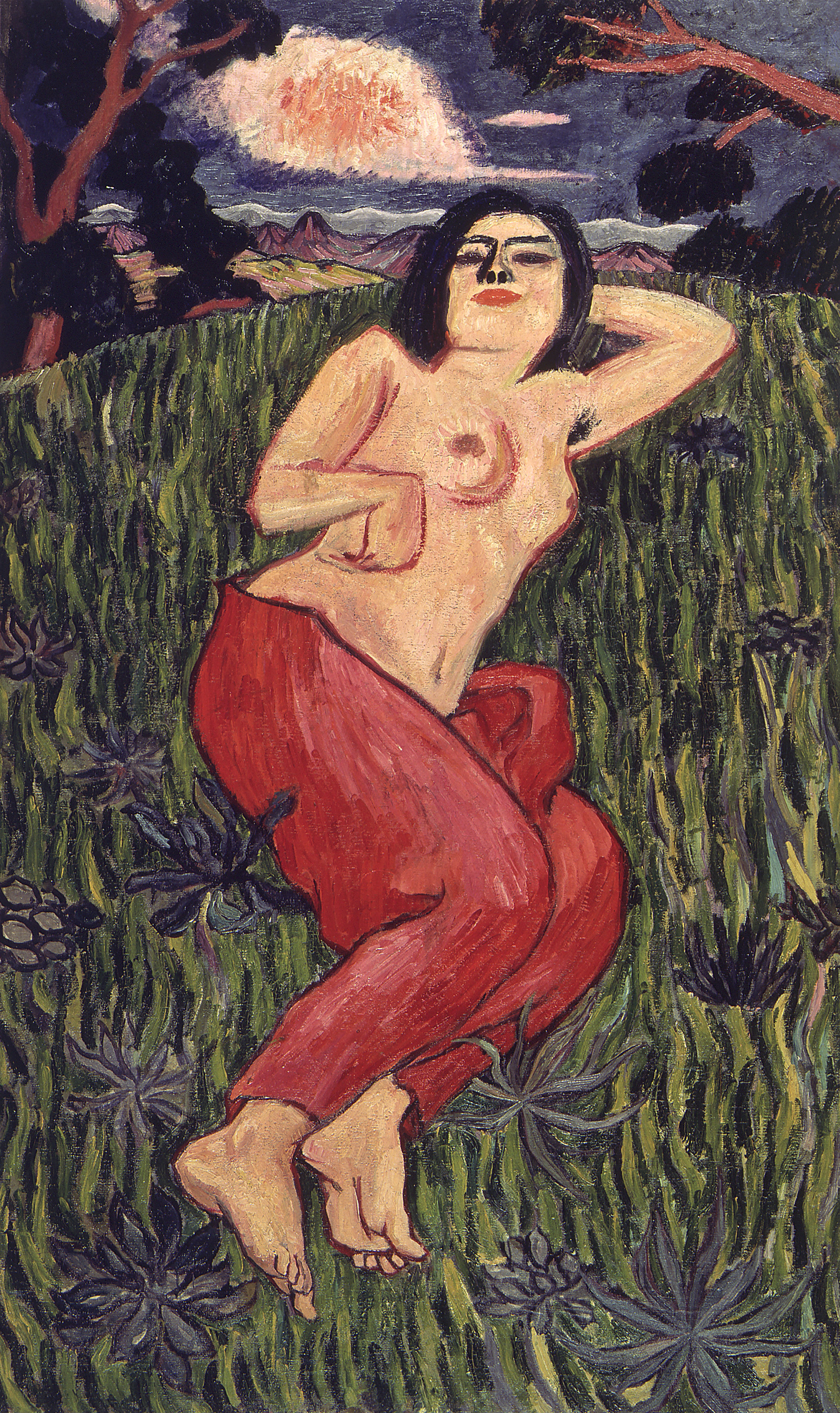
Nackte Schöne (1912)
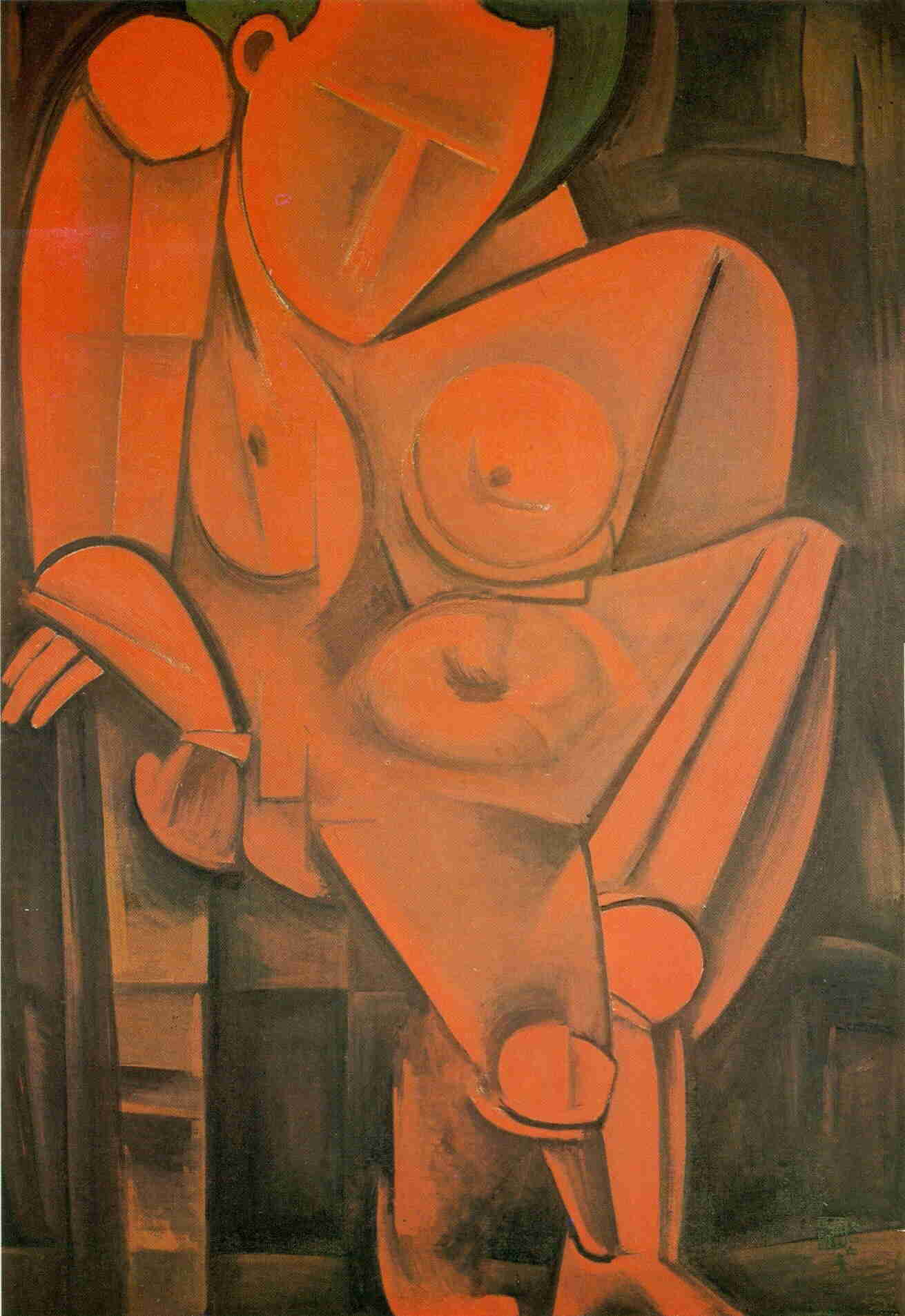
Sich anlehnende Figur (1917).
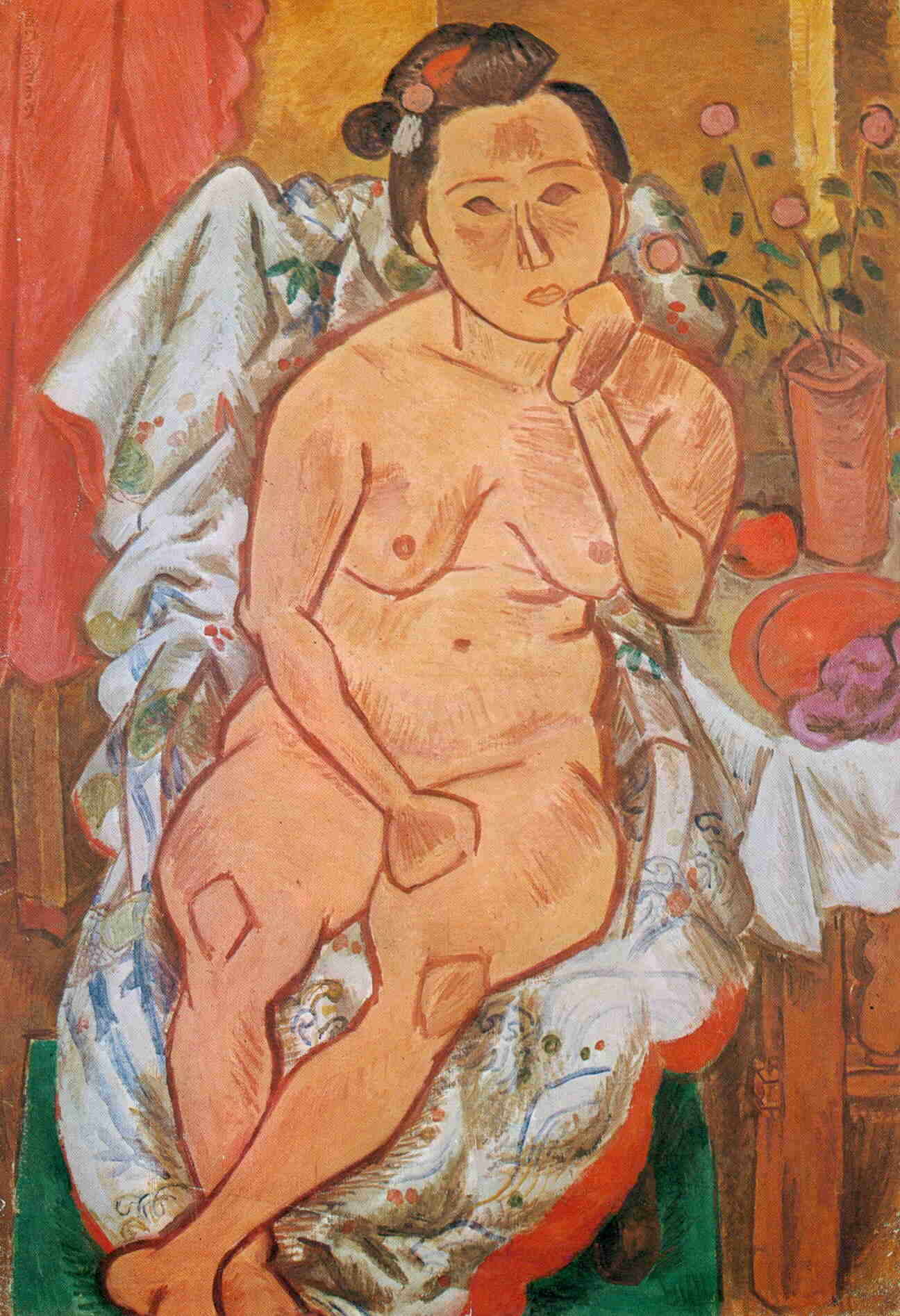
Akt (1926)
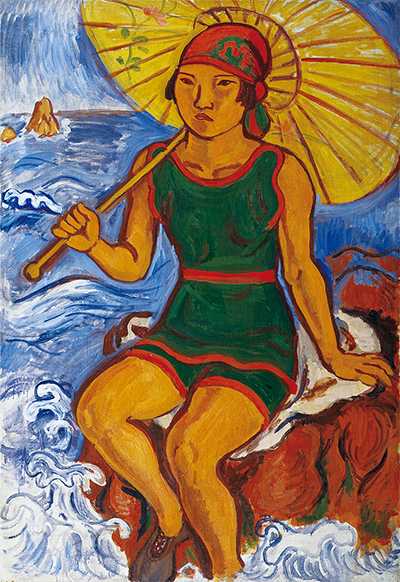
Gestalt im Badeanzug, 1926
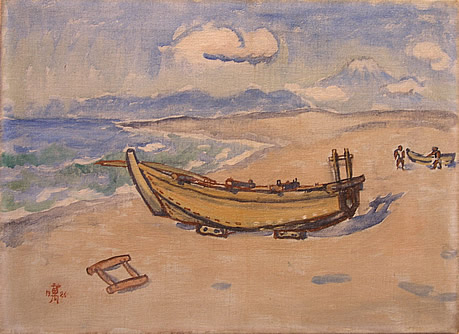
Landschaft am Meer, 1926